# Tatsuyuki Yasuki
Tatsuyuki Yasuki (...) è un ex giocatore di football americano giapponese che ha giocato come offensive lineman.